# Hypophyllonomus
Genre
Synonymes
- Parabristoweia Piza, 1938

Hypophyllonomus est un genre d'opilions laniatores de la famille des Gonyleptidae.

## Distribution
Les espèces de ce genre sont endémiques de l'État de São Paulo au Brésil.

## Liste des espèces
Selon World Catalogue of Opiliones (03/09/2021) :
- Hypophyllonomus callidus Soares, 1966
- Hypophyllonomus longipes Giltay, 1928
- Hypophyllonomus maculipalpi (Piza, 1938)

## Publication originale
- Giltay, 1928 : « Arachnides nouveaux du Brésil. » Bulletin et Annales de la Société Entomologique de Belgique, vol. 68, p. 79–87.